# ۶۸۱ (پیش از میلاد)
۶۸۱ (پیش از میلاد) ۶۸۱مین سال قبل از تقویم میلادی است.

## مناسبت‌ها
- سناخریب پادشاه آشور پس از ۲۴ سال سلطنت که طی آن بابلی‌ها را شکست داد، نینوا (در عراق امروزی) را رونق بخشید، توسط یک یا دو نفر از پسرانش در معبد ایزد نینورتا در کلهو (در شمال بین‌النهرین) ترور شد.